# Ulf Hytting
Ulf Johan Artur Hytting, född 23 juli 1937 i Huskvarna församling i Jönköpings län, död 22 oktober 2012 i Oscars församling i Stockholm, var en svensk ingenjör och företagsledare.
Ulf Hytting, som var son till ingenjören Artur Hytting och Herta Nyrén, blev mariningenjör och tog examen vid Chalmers Tekniska Högskola 1961. Han var anställd hos L.M. Ericsson Signalaktiebolag 1961–1963 och verkade vid systemavdelningen hos SAAB:s flygdivision 1963–1965.
Han kom till Datasaab 1965 och var försäljningschef där 1970–1973. Hytting blev VD för Apparatkemiska AB AKA 1973, verkade vid AB Nordströms linbanor 1975–1980, var VD för Incentive Advanced Systems 1981–1986 samt VD och koncernchef vid Hemglass AB 1986–1991.
Ulf Hytting gifte sig 1960 med adjunkten Monica Hastinger, född 1936, och därefter 1983 med teknologie magister Kerstin Eckersten, född 1946. Han är gravsatt på Skogsö kyrkogård.